# Louis de Cotte
Louis de Cotte est un ingénieur, architecte français, né en 1665 à Paris, et mort à Fontainebleau le 13 mars 1749.
Il est le frère de Robert de Cotte, l'oncle de Jules-Robert de Cotte et le grand-oncle de Louis-François Thourou de Moranzel.

## Biographie
Dans sa lettre d'anoblissement par le roi, on apprend qu'il a d'abord été capitaine au régiment de Navarre.
Il a ensuite été ingénieur du roi pendant les sièges de Suze, Veillance, Cony, Valence, Ath.
Il est architecte du roi, contrôleur général des bâtiments du château de Fontainebleau jusqu'en janvier 1749. Cette fonction est reprise par son petit-neveu, Louis-François Thourou de Moranzel.
Il a été anobli en mai 1721.
Il est nommé architecte de 2e classe à l'Académie royale d'architecture en 1718, architecte de 1re classe en 1724, enregistré en 1725,.

## Généalogie simplifiée
|                                     |                                     |                                     |                                     |                                     |                                     |  |  |                                            |                                            |                                            |                                            |                                            |                                            |                                   |                                   |                                   |                                   | Jehan Mansart (maître maçon)    | Jehan Mansart (maître maçon)    | Jehan Mansart (maître maçon)    | Jehan Mansart (maître maçon)    | Jehan Mansart (maître maçon)  | Jehan Mansart (maître maçon)  |                                              |                                              |                                              |                                              |                                              |                                              | Jacques Le Roy (maître maçon) | Jacques Le Roy (maître maçon) | Jacques Le Roy (maître maçon)              | Jacques Le Roy (maître maçon)              | Jacques Le Roy (maître maçon)              | Jacques Le Roy (maître maçon)              |                                                   |                                                   |                                                   |                                                   |                                                                       |                                                                       |                                                                       |                                                                       |                                                                       |                                                                       |  |  |                 |                 |                 |                 |                                    |                                    |                                    |                                    |                                                |                                                |                                                |                                                |                                                |                                                |  |  |                             |                             |                             |                             |                             |                             |  |  |
|                                     |                                     |                                     |                                     |                                     |                                     |  |  |                                            |                                            |                                            |                                            |                                            |                                            |                                   |                                   |                                   |                                   | Jehan Mansart (maître maçon)    | Jehan Mansart (maître maçon)    | Jehan Mansart (maître maçon)    | Jehan Mansart (maître maçon)    | Jehan Mansart (maître maçon)  | Jehan Mansart (maître maçon)  |                                              |                                              |                                              |                                              |                                              |                                              | Jacques Le Roy (maître maçon) | Jacques Le Roy (maître maçon) | Jacques Le Roy (maître maçon)              | Jacques Le Roy (maître maçon)              | Jacques Le Roy (maître maçon)              | Jacques Le Roy (maître maçon)              |                                                   |                                                   |                                                   |                                                   |                                                                       |                                                                       |                                                                       |                                                                       |                                                                       |                                                                       |  |  |                 |                 |                 |                 |                                    |                                    |                                    |                                    |                                                |                                                |                                                |                                                |                                                |                                                |  |  |                             |                             |                             |                             |                             |                             |  |  |
|                                     |                                     |                                     |                                     |                                     |                                     |  |  |                                            |                                            |                                            |                                            |                                            |                                            |                                   |                                   |                                   |                                   | Absalon Mansart (charpentier)   | Absalon Mansart (charpentier)   | Absalon Mansart (charpentier)   | Absalon Mansart (charpentier)   | Absalon Mansart (charpentier) | Absalon Mansart (charpentier) |                                              |                                              |                                              |                                              |                                              |                                              | Michelle Le Roy               | Michelle Le Roy               | Michelle Le Roy                            | Michelle Le Roy                            | Michelle Le Roy                            | Michelle Le Roy                            |                                                   |                                                   |                                                   |                                                   |                                                                       |                                                                       |                                                                       |                                                                       |                                                                       |                                                                       |  |  |                 |                 |                 |                 |                                    |                                    |                                    |                                    |                                                |                                                |                                                |                                                |                                                |                                                |  |  |                             |                             |                             |                             |                             |                             |  |  |
|                                     |                                     |                                     |                                     |                                     |                                     |  |  |                                            |                                            |                                            |                                            |                                            |                                            |                                   |                                   |                                   |                                   | Absalon Mansart (charpentier)   | Absalon Mansart (charpentier)   | Absalon Mansart (charpentier)   | Absalon Mansart (charpentier)   | Absalon Mansart (charpentier) | Absalon Mansart (charpentier) |                                              |                                              |                                              |                                              |                                              |                                              | Michelle Le Roy               | Michelle Le Roy               | Michelle Le Roy                            | Michelle Le Roy                            | Michelle Le Roy                            | Michelle Le Roy                            |                                                   |                                                   |                                                   |                                                   |                                                                       |                                                                       |                                                                       |                                                                       |                                                                       |                                                                       |  |  |                 |                 |                 |                 |                                    |                                    |                                    |                                    |                                                |                                                |                                                |                                                |                                                |                                                |  |  |                             |                             |                             |                             |                             |                             |  |  |
|                                     |                                     |                                     |                                     |                                     |                                     |  |  |                                            |                                            |                                            |                                            |                                            |                                            |                                   |                                   |                                   |                                   |                                 |                                 |                                 |                                 |                               |                               |                                              |                                              |                                              |                                              |                                              |                                              |                               |                               |                                            |                                            |                                            |                                            |                                                   |                                                   |                                                   |                                                   |                                                                       |                                                                       |                                                                       |                                                                       |                                                                       |                                                                       |  |  |                 |                 |                 |                 |                                    |                                    |                                    |                                    |                                                |                                                |                                                |                                                |                                                |                                                |  |  |                             |                             |                             |                             |                             |                             |  |  |
|                                     |                                     |                                     |                                     |                                     |                                     |  |  |                                            |                                            |                                            |                                            |                                            |                                            |                                   |                                   |                                   |                                   |                                 |                                 |                                 |                                 |                               |                               |                                              |                                              |                                              |                                              |                                              |                                              |                               |                               |                                            |                                            |                                            |                                            |                                                   |                                                   |                                                   |                                                   |                                                                       |                                                                       |                                                                       |                                                                       |                                                                       |                                                                       |  |  |                 |                 |                 |                 |                                    |                                    |                                    |                                    |                                                |                                                |                                                |                                                |                                                |                                                |  |  |                             |                             |                             |                             |                             |                             |  |  |
|                                     |                                     |                                     |                                     |                                     |                                     |  |  | Germain Gaultier (sculpteur et architecte) | Germain Gaultier (sculpteur et architecte) | Germain Gaultier (sculpteur et architecte) | Germain Gaultier (sculpteur et architecte) | Germain Gaultier (sculpteur et architecte) | Germain Gaultier (sculpteur et architecte) |                                   |                                   |                                   |                                   |                                 |                                 | Marie Mansart                   | Marie Mansart                   | Marie Mansart                 | Marie Mansart                 | Marie Mansart                                | Marie Mansart                                |                                              |                                              | François Mansart (architecte)                | François Mansart (architecte)                | François Mansart (architecte) | François Mansart (architecte) | François Mansart (architecte)              | François Mansart (architecte)              |                                            |                                            |                                                   |                                                   |                                                   |                                                   |                                                                       |                                                                       |                                                                       |                                                                       |                                                                       |                                                                       |  |  |                 |                 |                 |                 |                                    |                                    |                                    |                                    | Frémin de Cotte (ingénieur, architecte du roi) | Frémin de Cotte (ingénieur, architecte du roi) | Frémin de Cotte (ingénieur, architecte du roi) | Frémin de Cotte (ingénieur, architecte du roi) | Frémin de Cotte (ingénieur, architecte du roi) | Frémin de Cotte (ingénieur, architecte du roi) |  |  |                             |                             |                             |                             |                             |                             |  |  |
|                                     |                                     |                                     |                                     |                                     |                                     |  |  | Germain Gaultier (sculpteur et architecte) | Germain Gaultier (sculpteur et architecte) | Germain Gaultier (sculpteur et architecte) | Germain Gaultier (sculpteur et architecte) | Germain Gaultier (sculpteur et architecte) | Germain Gaultier (sculpteur et architecte) |                                   |                                   |                                   |                                   |                                 |                                 | Marie Mansart                   | Marie Mansart                   | Marie Mansart                 | Marie Mansart                 | Marie Mansart                                | Marie Mansart                                |                                              |                                              | François Mansart (architecte)                | François Mansart (architecte)                | François Mansart (architecte) | François Mansart (architecte) | François Mansart (architecte)              | François Mansart (architecte)              |                                            |                                            |                                                   |                                                   |                                                   |                                                   |                                                                       |                                                                       |                                                                       |                                                                       |                                                                       |                                                                       |  |  |                 |                 |                 |                 |                                    |                                    |                                    |                                    | Frémin de Cotte (ingénieur, architecte du roi) | Frémin de Cotte (ingénieur, architecte du roi) | Frémin de Cotte (ingénieur, architecte du roi) | Frémin de Cotte (ingénieur, architecte du roi) | Frémin de Cotte (ingénieur, architecte du roi) | Frémin de Cotte (ingénieur, architecte du roi) |  |  |                             |                             |                             |                             |                             |                             |  |  |
|                                     |                                     |                                     |                                     |                                     |                                     |  |  |                                            |                                            |                                            |                                            |                                            |                                            |                                   |                                   |                                   |                                   |                                 |                                 |                                 |                                 |                               |                               |                                              |                                              |                                              |                                              |                                              |                                              |                               |                               |                                            |                                            |                                            |                                            |                                                   |                                                   |                                                   |                                                   |                                                                       |                                                                       |                                                                       |                                                                       |                                                                       |                                                                       |  |  |                 |                 |                 |                 |                                    |                                    |                                    |                                    |                                                |                                                |                                                |                                                |                                                |                                                |  |  |                             |                             |                             |                             |                             |                             |  |  |
|                                     |                                     |                                     |                                     |                                     |                                     |  |  |                                            |                                            |                                            |                                            |                                            |                                            |                                   |                                   |                                   |                                   |                                 |                                 |                                 |                                 |                               |                               |                                              |                                              |                                              |                                              |                                              |                                              |                               |                               |                                            |                                            |                                            |                                            |                                                   |                                                   |                                                   |                                                   |                                                                       |                                                                       |                                                                       |                                                                       |                                                                       |                                                                       |  |  |                 |                 |                 |                 |                                    |                                    |                                    |                                    |                                                |                                                |                                                |                                                |                                                |                                                |  |  |                             |                             |                             |                             |                             |                             |  |  |
|                                     |                                     |                                     |                                     |                                     |                                     |  |  |                                            |                                            |                                            |                                            |                                            |                                            |                                   |                                   |                                   |                                   |                                 |                                 |                                 |                                 |                               |                               |                                              |                                              |                                              |                                              |                                              |                                              |                               |                               |                                            |                                            |                                            |                                            |                                                   |                                                   |                                                   |                                                   |                                                                       |                                                                       |                                                                       |                                                                       |                                                                       |                                                                       |  |  |                 |                 |                 |                 |                                    |                                    |                                    |                                    |                                                |                                                |                                                |                                                |                                                |                                                |  |  |                             |                             |                             |                             |                             |                             |  |  |
| Edme Delisle (peintre)              | Edme Delisle (peintre)              | Edme Delisle (peintre)              | Edme Delisle (peintre)              | Edme Delisle (peintre)              | Edme Delisle (peintre)              |  |  | Michelle Gaultier                          | Michelle Gaultier                          | Michelle Gaultier                          | Michelle Gaultier                          | Michelle Gaultier                          | Michelle Gaultier                          |                                   |                                   |                                   |                                   |                                 |                                 | Marie Gaultier                  | Marie Gaultier                  | Marie Gaultier                | Marie Gaultier                | Marie Gaultier                               | Marie Gaultier                               |                                              |                                              |                                              |                                              |                               |                               | Raphaël Hardouin (peintre)                 | Raphaël Hardouin (peintre)                 | Raphaël Hardouin (peintre)                 | Raphaël Hardouin (peintre)                 | Raphaël Hardouin (peintre)                        | Raphaël Hardouin (peintre)                        |                                                   |                                                   | Nicolas Bodin (Conseiller du roi, Trésorier de la Prévôté de l'Hôtel) | Nicolas Bodin (Conseiller du roi, Trésorier de la Prévôté de l'Hôtel) | Nicolas Bodin (Conseiller du roi, Trésorier de la Prévôté de l'Hôtel) | Nicolas Bodin (Conseiller du roi, Trésorier de la Prévôté de l'Hôtel) | Nicolas Bodin (Conseiller du roi, Trésorier de la Prévôté de l'Hôtel) | Nicolas Bodin (Conseiller du roi, Trésorier de la Prévôté de l'Hôtel) |  |  | Madeleine Adam  | Madeleine Adam  | Madeleine Adam  | Madeleine Adam  | Madeleine Adam                     | Madeleine Adam                     |                                    |                                    | Charles de Cotte                               | Charles de Cotte                               | Charles de Cotte                               | Charles de Cotte                               | Charles de Cotte                               | Charles de Cotte                               |  |  | Anne Du Fay                 | Anne Du Fay                 | Anne Du Fay                 | Anne Du Fay                 | Anne Du Fay                 | Anne Du Fay                 |  |  |
| Edme Delisle (peintre)              | Edme Delisle (peintre)              | Edme Delisle (peintre)              | Edme Delisle (peintre)              | Edme Delisle (peintre)              | Edme Delisle (peintre)              |  |  | Michelle Gaultier                          | Michelle Gaultier                          | Michelle Gaultier                          | Michelle Gaultier                          | Michelle Gaultier                          | Michelle Gaultier                          |                                   |                                   |                                   |                                   |                                 |                                 | Marie Gaultier                  | Marie Gaultier                  | Marie Gaultier                | Marie Gaultier                | Marie Gaultier                               | Marie Gaultier                               |                                              |                                              |                                              |                                              |                               |                               | Raphaël Hardouin (peintre)                 | Raphaël Hardouin (peintre)                 | Raphaël Hardouin (peintre)                 | Raphaël Hardouin (peintre)                 | Raphaël Hardouin (peintre)                        | Raphaël Hardouin (peintre)                        |                                                   |                                                   | Nicolas Bodin (Conseiller du roi, Trésorier de la Prévôté de l'Hôtel) | Nicolas Bodin (Conseiller du roi, Trésorier de la Prévôté de l'Hôtel) | Nicolas Bodin (Conseiller du roi, Trésorier de la Prévôté de l'Hôtel) | Nicolas Bodin (Conseiller du roi, Trésorier de la Prévôté de l'Hôtel) | Nicolas Bodin (Conseiller du roi, Trésorier de la Prévôté de l'Hôtel) | Nicolas Bodin (Conseiller du roi, Trésorier de la Prévôté de l'Hôtel) |  |  | Madeleine Adam  | Madeleine Adam  | Madeleine Adam  | Madeleine Adam  | Madeleine Adam                     | Madeleine Adam                     |                                    |                                    | Charles de Cotte                               | Charles de Cotte                               | Charles de Cotte                               | Charles de Cotte                               | Charles de Cotte                               | Charles de Cotte                               |  |  | Anne Du Fay                 | Anne Du Fay                 | Anne Du Fay                 | Anne Du Fay                 | Anne Du Fay                 | Anne Du Fay                 |  |  |
|                                     |                                     |                                     |                                     |                                     |                                     |  |  |                                            |                                            |                                            |                                            |                                            |                                            |                                   |                                   |                                   |                                   |                                 |                                 |                                 |                                 |                               |                               |                                              |                                              |                                              |                                              |                                              |                                              |                               |                               |                                            |                                            |                                            |                                            |                                                   |                                                   |                                                   |                                                   |                                                                       |                                                                       |                                                                       |                                                                       |                                                                       |                                                                       |  |  |                 |                 |                 |                 |                                    |                                    |                                    |                                    |                                                |                                                |                                                |                                                |                                                |                                                |  |  |                             |                             |                             |                             |                             |                             |  |  |
|                                     |                                     |                                     |                                     |                                     |                                     |  |  |                                            |                                            |                                            |                                            |                                            |                                            |                                   |                                   |                                   |                                   |                                 |                                 |                                 |                                 |                               |                               |                                              |                                              |                                              |                                              |                                              |                                              |                               |                               |                                            |                                            |                                            |                                            |                                                   |                                                   |                                                   |                                                   |                                                                       |                                                                       |                                                                       |                                                                       |                                                                       |                                                                       |  |  |                 |                 |                 |                 |                                    |                                    |                                    |                                    |                                                |                                                |                                                |                                                |                                                |                                                |  |  |                             |                             |                             |                             |                             |                             |  |  |
|                                     |                                     |                                     |                                     |                                     |                                     |  |  |                                            |                                            |                                            |                                            |                                            |                                            |                                   |                                   |                                   |                                   |                                 |                                 |                                 |                                 |                               |                               |                                              |                                              |                                              |                                              |                                              |                                              |                               |                               |                                            |                                            |                                            |                                            |                                                   |                                                   |                                                   |                                                   |                                                                       |                                                                       |                                                                       |                                                                       |                                                                       |                                                                       |  |  |                 |                 |                 |                 |                                    |                                    |                                    |                                    |                                                |                                                |                                                |                                                |                                                |                                                |  |  |                             |                             |                             |                             |                             |                             |  |  |
| Pierre Delisle-Mansart (architecte) | Pierre Delisle-Mansart (architecte) | Pierre Delisle-Mansart (architecte) | Pierre Delisle-Mansart (architecte) | Pierre Delisle-Mansart (architecte) | Pierre Delisle-Mansart (architecte) |  |  | Marie Delisle                              | Marie Delisle                              | Marie Delisle                              | Marie Delisle                              | Marie Delisle                              | Marie Delisle                              |                                   |                                   | Jacques IV Gabriel (architecte)   | Jacques IV Gabriel (architecte)   | Jacques IV Gabriel (architecte) | Jacques IV Gabriel (architecte) | Jacques IV Gabriel (architecte) | Jacques IV Gabriel (architecte) |                               |                               | Michel Hardouin (architecte)                 | Michel Hardouin (architecte)                 | Michel Hardouin (architecte)                 | Michel Hardouin (architecte)                 | Michel Hardouin (architecte)                 | Michel Hardouin (architecte)                 |                               |                               | Jules Hardouin-Mansart (architecte)        | Jules Hardouin-Mansart (architecte)        | Jules Hardouin-Mansart (architecte)        | Jules Hardouin-Mansart (architecte)        | Jules Hardouin-Mansart (architecte)               | Jules Hardouin-Mansart (architecte)               |                                                   |                                                   | Anne Bodin                                                            | Anne Bodin                                                            | Anne Bodin                                                            | Anne Bodin                                                            | Anne Bodin                                                            | Anne Bodin                                                            |  |  | Catherine Bodin | Catherine Bodin | Catherine Bodin | Catherine Bodin | Catherine Bodin                    | Catherine Bodin                    |                                    |                                    | Robert de Cotte (architecte)                   | Robert de Cotte (architecte)                   | Robert de Cotte (architecte)                   | Robert de Cotte (architecte)                   | Robert de Cotte (architecte)                   | Robert de Cotte (architecte)                   |  |  | Louis de Cotte (architecte) | Louis de Cotte (architecte) | Louis de Cotte (architecte) | Louis de Cotte (architecte) | Louis de Cotte (architecte) | Louis de Cotte (architecte) |  |  |
| Pierre Delisle-Mansart (architecte) | Pierre Delisle-Mansart (architecte) | Pierre Delisle-Mansart (architecte) | Pierre Delisle-Mansart (architecte) | Pierre Delisle-Mansart (architecte) | Pierre Delisle-Mansart (architecte) |  |  | Marie Delisle                              | Marie Delisle                              | Marie Delisle                              | Marie Delisle                              | Marie Delisle                              | Marie Delisle                              |                                   |                                   | Jacques IV Gabriel (architecte)   | Jacques IV Gabriel (architecte)   | Jacques IV Gabriel (architecte) | Jacques IV Gabriel (architecte) | Jacques IV Gabriel (architecte) | Jacques IV Gabriel (architecte) |                               |                               | Michel Hardouin (architecte)                 | Michel Hardouin (architecte)                 | Michel Hardouin (architecte)                 | Michel Hardouin (architecte)                 | Michel Hardouin (architecte)                 | Michel Hardouin (architecte)                 |                               |                               | Jules Hardouin-Mansart (architecte)        | Jules Hardouin-Mansart (architecte)        | Jules Hardouin-Mansart (architecte)        | Jules Hardouin-Mansart (architecte)        | Jules Hardouin-Mansart (architecte)               | Jules Hardouin-Mansart (architecte)               |                                                   |                                                   | Anne Bodin                                                            | Anne Bodin                                                            | Anne Bodin                                                            | Anne Bodin                                                            | Anne Bodin                                                            | Anne Bodin                                                            |  |  | Catherine Bodin | Catherine Bodin | Catherine Bodin | Catherine Bodin | Catherine Bodin                    | Catherine Bodin                    |                                    |                                    | Robert de Cotte (architecte)                   | Robert de Cotte (architecte)                   | Robert de Cotte (architecte)                   | Robert de Cotte (architecte)                   | Robert de Cotte (architecte)                   | Robert de Cotte (architecte)                   |  |  | Louis de Cotte (architecte) | Louis de Cotte (architecte) | Louis de Cotte (architecte) | Louis de Cotte (architecte) | Louis de Cotte (architecte) | Louis de Cotte (architecte) |  |  |
|                                     |                                     |                                     |                                     |                                     |                                     |  |  |                                            |                                            |                                            |                                            |                                            |                                            |                                   |                                   |                                   |                                   |                                 |                                 |                                 |                                 |                               |                               |                                              |                                              |                                              |                                              |                                              |                                              |                               |                               |                                            |                                            |                                            |                                            |                                                   |                                                   |                                                   |                                                   |                                                                       |                                                                       |                                                                       |                                                                       |                                                                       |                                                                       |  |  |                 |                 |                 |                 |                                    |                                    |                                    |                                    |                                                |                                                |                                                |                                                |                                                |                                                |  |  |                             |                             |                             |                             |                             |                             |  |  |
|                                     |                                     |                                     |                                     |                                     |                                     |  |  |                                            |                                            |                                            |                                            | Jacques V Gabriel (architecte)             | Jacques V Gabriel (architecte)             | Jacques V Gabriel (architecte)    | Jacques V Gabriel (architecte)    | Jacques V Gabriel (architecte)    | Jacques V Gabriel (architecte)    |                                 |                                 |                                 |                                 |                               |                               | Jules Michel Alexandre Hardouin (architecte) | Jules Michel Alexandre Hardouin (architecte) | Jules Michel Alexandre Hardouin (architecte) | Jules Michel Alexandre Hardouin (architecte) | Jules Michel Alexandre Hardouin (architecte) | Jules Michel Alexandre Hardouin (architecte) |                               |                               |                                            |                                            |                                            |                                            | Jacques Hardouin-Mansart (Président au Parlement) | Jacques Hardouin-Mansart (Président au Parlement) | Jacques Hardouin-Mansart (Président au Parlement) | Jacques Hardouin-Mansart (Président au Parlement) | Jacques Hardouin-Mansart (Président au Parlement)                     | Jacques Hardouin-Mansart (Président au Parlement)                     |                                                                       |                                                                       |                                                                       |                                                                       |  |  |                 |                 |                 |                 | Jules-Robert de Cotte (architecte) | Jules-Robert de Cotte (architecte) | Jules-Robert de Cotte (architecte) | Jules-Robert de Cotte (architecte) | Jules-Robert de Cotte (architecte)             | Jules-Robert de Cotte (architecte)             |                                                |                                                |                                                |                                                |  |  |                             |                             |                             |                             |                             |                             |  |  |
|                                     |                                     |                                     |                                     |                                     |                                     |  |  |                                            |                                            |                                            |                                            | Jacques V Gabriel (architecte)             | Jacques V Gabriel (architecte)             | Jacques V Gabriel (architecte)    | Jacques V Gabriel (architecte)    | Jacques V Gabriel (architecte)    | Jacques V Gabriel (architecte)    |                                 |                                 |                                 |                                 |                               |                               | Jules Michel Alexandre Hardouin (architecte) | Jules Michel Alexandre Hardouin (architecte) | Jules Michel Alexandre Hardouin (architecte) | Jules Michel Alexandre Hardouin (architecte) | Jules Michel Alexandre Hardouin (architecte) | Jules Michel Alexandre Hardouin (architecte) |                               |                               |                                            |                                            |                                            |                                            | Jacques Hardouin-Mansart (Président au Parlement) | Jacques Hardouin-Mansart (Président au Parlement) | Jacques Hardouin-Mansart (Président au Parlement) | Jacques Hardouin-Mansart (Président au Parlement) | Jacques Hardouin-Mansart (Président au Parlement)                     | Jacques Hardouin-Mansart (Président au Parlement)                     |                                                                       |                                                                       |                                                                       |                                                                       |  |  |                 |                 |                 |                 | Jules-Robert de Cotte (architecte) | Jules-Robert de Cotte (architecte) | Jules-Robert de Cotte (architecte) | Jules-Robert de Cotte (architecte) | Jules-Robert de Cotte (architecte)             | Jules-Robert de Cotte (architecte)             |                                                |                                                |                                                |                                                |  |  |                             |                             |                             |                             |                             |                             |  |  |
|                                     |                                     |                                     |                                     |                                     |                                     |  |  |                                            |                                            |                                            |                                            |                                            |                                            |                                   |                                   |                                   |                                   |                                 |                                 |                                 |                                 |                               |                               |                                              |                                              |                                              |                                              |                                              |                                              |                               |                               |                                            |                                            |                                            |                                            |                                                   |                                                   |                                                   |                                                   |                                                                       |                                                                       |                                                                       |                                                                       |                                                                       |                                                                       |  |  |                 |                 |                 |                 |                                    |                                    |                                    |                                    |                                                |                                                |                                                |                                                |                                                |                                                |  |  |                             |                             |                             |                             |                             |                             |  |  |
|                                     |                                     |                                     |                                     |                                     |                                     |  |  |                                            |                                            |                                            |                                            | Ange-Jacques Gabriel (architecte)          | Ange-Jacques Gabriel (architecte)          | Ange-Jacques Gabriel (architecte) | Ange-Jacques Gabriel (architecte) | Ange-Jacques Gabriel (architecte) | Ange-Jacques Gabriel (architecte) |                                 |                                 |                                 |                                 |                               |                               |                                              |                                              |                                              |                                              |                                              |                                              |                               |                               | Jean Hardouin-Mansart de Jouy (architecte) | Jean Hardouin-Mansart de Jouy (architecte) | Jean Hardouin-Mansart de Jouy (architecte) | Jean Hardouin-Mansart de Jouy (architecte) | Jean Hardouin-Mansart de Jouy (architecte)        | Jean Hardouin-Mansart de Jouy (architecte)        |                                                   |                                                   | Jacques Hardouin-Mansart de Sagonne (architecte)                      | Jacques Hardouin-Mansart de Sagonne (architecte)                      | Jacques Hardouin-Mansart de Sagonne (architecte)                      | Jacques Hardouin-Mansart de Sagonne (architecte)                      | Jacques Hardouin-Mansart de Sagonne (architecte)                      | Jacques Hardouin-Mansart de Sagonne (architecte)                      |  |  |                 |                 |                 |                 |                                    |                                    |                                    |                                    |                                                |                                                |                                                |                                                |                                                |                                                |  |  |                             |                             |                             |                             |                             |                             |  |  |
|                                     |                                     |                                     |                                     |                                     |                                     |  |  |                                            |                                            |                                            |                                            | Ange-Jacques Gabriel (architecte)          | Ange-Jacques Gabriel (architecte)          | Ange-Jacques Gabriel (architecte) | Ange-Jacques Gabriel (architecte) | Ange-Jacques Gabriel (architecte) | Ange-Jacques Gabriel (architecte) |                                 |                                 |                                 |                                 |                               |                               |                                              |                                              |                                              |                                              |                                              |                                              |                               |                               | Jean Hardouin-Mansart de Jouy (architecte) | Jean Hardouin-Mansart de Jouy (architecte) | Jean Hardouin-Mansart de Jouy (architecte) | Jean Hardouin-Mansart de Jouy (architecte) | Jean Hardouin-Mansart de Jouy (architecte)        | Jean Hardouin-Mansart de Jouy (architecte)        |                                                   |                                                   | Jacques Hardouin-Mansart de Sagonne (architecte)                      | Jacques Hardouin-Mansart de Sagonne (architecte)                      | Jacques Hardouin-Mansart de Sagonne (architecte)                      | Jacques Hardouin-Mansart de Sagonne (architecte)                      | Jacques Hardouin-Mansart de Sagonne (architecte)                      | Jacques Hardouin-Mansart de Sagonne (architecte)                      |  |  |                 |                 |                 |                 |                                    |                                    |                                    |                                    |                                                |                                                |                                                |                                                |                                                |                                                |  |  |                             |                             |                             |                             |                             |                             |  |  |
|                                     |                                     |                                     |                                     |                                     |                                     |  |  |                                            |                                            |                                            |                                            | Ange-Antoine Gabriel (architecte)          |                                            |                                   |                                   |                                   |                                   |                                 |                                 |                                 |                                 |                               |                               |                                              |                                              |                                              |                                              |                                              |                                              |                               |                               |                                            |                                            |                                            |                                            |                                                   |                                                   |                                                   |                                                   |                                                                       |                                                                       |                                                                       |                                                                       |                                                                       |                                                                       |  |  |                 |                 |                 |                 |                                    |                                    |                                    |                                    |                                                |                                                |                                                |                                                |                                                |                                                |  |  |                             |                             |                             |                             |                             |                             |  |  |